# Kroonorde (Nederland)
De in 1969 door koningin Juliana ingestelde Kroonorde is een voor vreemdelingen bestemd deel van de Huisorde van Oranje en heeft vijf graden en drie medailles. De Orde wordt vooral rond staatsbezoeken verleend.
De Kroonorde wordt uitgereikt aan "vreemdelingen die bijzondere diensten jegens het Koninklijk Huis hebben bewezen". De orde is opgedeeld in de vijf in het diplomatieke verkeer gebruikelijke vijf graden zodat de medewerkers van vreemde hofhoudingen en regeringen een onderscheiding ontvangen die overeenkomt met hun rang en verwachting.
Omdat staatsbezoeken een aangelegenheid van de staat der Nederlanden zijn en niet van het Koninklijk Huis doorbrak de instelling van deze Orde de door de Regering en Kamers gewenste hervorming van het decoratiebeleid. De koningin ging voorbij aan het advies van de Commissie Houben die door de haar over de door haar gewenste hervorming van de Huisorde was geraadpleegd. Ook de keuze van de naam is omstreden omdat deze onderscheiding niet door de "Kroon" maar door de Koning als privé-persoon (in een "Hofbesluit") wordt verleend. De kritiek geldt  evenzeer voor de rangaanduiding; deze Orde heeft geen ridders en geen leden.
De graden van de Kroonorde
1. Grootkruis
2. Groot Erekruis met plaque (overeenkomend met Grootofficier)
3. Groot Erekruis (overeenkomend met Commandeur)
4. Erekruis met rozet (overeenkomend met Officier)
5. Erekruis (overeenkomend met Ridder)

De orde kent vervolgens drie eremedailles:
1. goud
2. zilver
3. brons

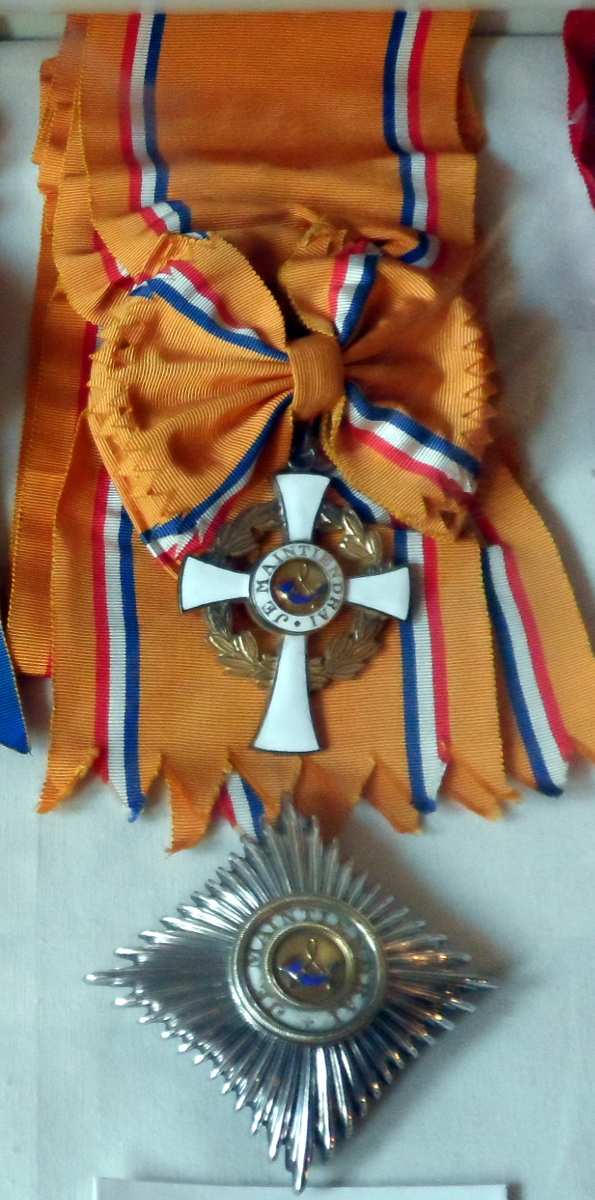
Grootkruis

De Herinneringsmedaille Buitenlandse bezoeken werd door Koningin Beatrix op 20 december 2000 ingesteld om het aantal benoemingen in de Kroonorde te kunnen beperken. Deze medaille heeft als voordeel dat hij ook veel voordeliger aangemaakt kan worden. Deze medaille is een onderscheiding van de Nederlandse staat en wordt bij een "Buitenlands Bezoek van het Staatshoofd en Inkomend Bezoek aan het Staatshoofd door de Minister van Buitenlandse zaken namens Hare Majesteit de Koningin" verleend. 
Dat doet meer recht aan het karakter van een staatsbezoek dat een zaak van de regering en niet van het Huis van de Koningin is.